# Cañón (Celanova)
Cañón (llamada oficialmente San Lourenzo de Cañón) es una parroquia y una aldea del municipio español de Celanova, en la provincia de Orense, Galicia.

## Toponimia
La parroquia también es conocida por el nombre de San Lorenzo de Cañón.

## Organización territorial
La parroquia está formada por cinco entidades de población, constando cuatro de ellas en el nomenclátor del Instituto Nacional de Estadística español:
- Cachapraz
- Cañón
- Casasoá
- Moreira
- Outeiro (O Outeiro)

## Demografía

### Parroquia
| Gráfica de evolución demográfica de Cañón (parroquia) entre 2000 y 2022 |
|                                                                         |
| Datos según el nomenclátor publicado por el INE.                        |

### Aldea
| Gráfica de evolución demográfica de Cañón (aldea) entre 2000 y 2022 |
|                                                                     |
| Datos según el nomenclátor publicado por el INE.                    |